# Non-plaats

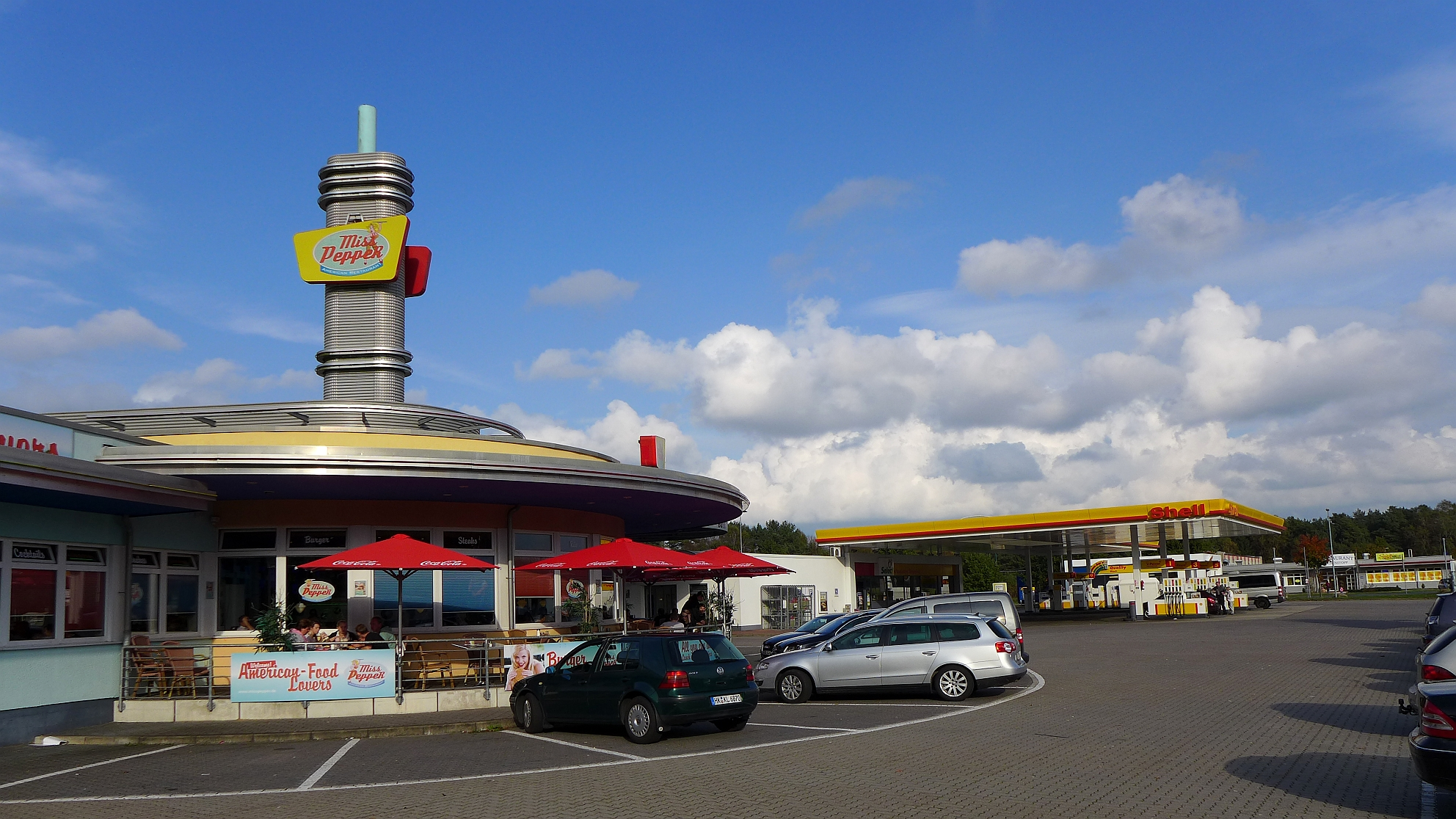
Verzorgingsplaats langs een Duitse autosnelweg, voorbeeld van een non-plaats

Non-plaats is een neologisme bedacht door de Franse antropoloog Marc Augé om te verwijzen naar antropologische tijdelijke plekken waar mensen anoniem blijven en die niet belangrijk genoeg zijn om te worden gezien als "plekken". Voorbeelden van non-plaatsen zijn snelwegen, hotelkamers, vliegvelden en winkelcentra. De term was geïntroduceerd door Marc Augé in zijn werk Non-Lieux. Introduction à une anthropologie de la surmodernité.
De waarneming van een plaats als een non-plaats is echter geheel subjectief: iedereen kan op zijn eigen manier een plek zien als een non-plaats. Een winkelcentrum bijvoorbeeld is geen non-plaats voor iemand die daar elke dag werkt. Het concept van een non-plaats staat, volgens Augé, tegenover het begrip van een "antropologische plaats". De plaats geeft een plek die de identiteit van mensen versterkt, waar ze andere mensen kunnen ontmoeten waarmee ze gemeenschappelijke interesses hebben. De non-plaatsen daarentegen, zijn geen ontmoetingsplaatsen en zorgen niet voor gemeenschappelijke interesses binnen een groep.
Uiteindelijk is een non-plaats een plaats waar wij niet leven, waar de individuele mensen anoniem en alleen blijven. Marc Augé geeft in zijn boek echter geen meningen over non-plaatsen en kijkt ernaar vanuit het perspectief van een etnoloog die een nieuw onderwerp heeft om te bestuderen.
Over het beschouwen van een winkelcentrum als een non-plaats heeft recent een Italiaanse onderzoeker van de universiteit van Bergamo, Marco Lazzari, een enquête afgenomen bij een grote groep van adolescenten, die aantoonde dat een winkelcentrum niet een plek is waar tieners elkaar toevallig ontmoeten en ook niet waar ze alleen maar komen om te winkelen, maar ook om met vrienden af te spreken, terwijl winkelcentra (ten minste in Italië) door volwassenen vooral worden gezien als non-plaatsen.